# Cladosiphon okamuranus

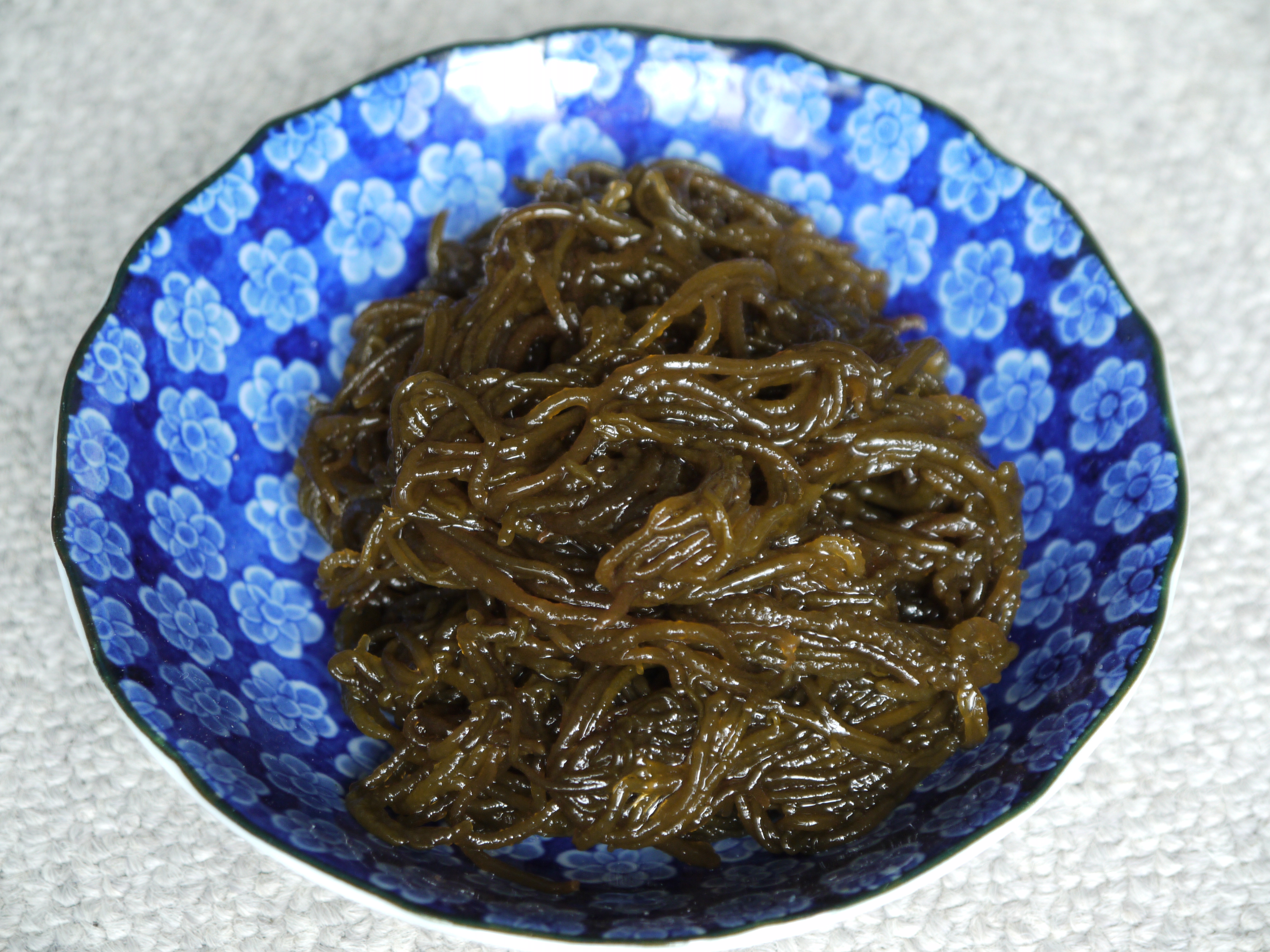
Prato de "Mozuku" japonês.

Cladosiphon okamuranus (モズク; 水雲; 藻付; 海蘊; 海雲, mozuku) é um tipo de alga comestível no genero Cladosiphon, naturalmente encontrado em Okinawa, Japão. A maioria das variedades de mozuku agora são cultivadas por habitantes locais e vendida para fábricas de processamento. O principal uso de mozuku é como alimento e como fonte de um tipo de polissacarídeo sulfatado chamado Fucoidan, que é usado como um auxiliar no tratamento do câncer e Suplemento alimentar.

## Biologia do Mozuku
Um grupo de estudantes da Universidade de Harvard realizando pesquisa de DNA decodificou o genoma da cepa S para Cladosiphon okamuranus e descobriu que seu tamanho era aproximadamente 140 Mbp e menor em relação a outras algas marrons. Eles também fizeram uma estimativa aproximada do número de genes que C. okamuranus tem e encontraram 13.640 genes.